# Peter Seeberg
Peter Seeberg (Skrydstrup, 22 de junio de 1925- 8 de enero de 1999) fue un escritor y guionista danés conocido por Sult (1966), Hjulet (1967) y Ferai (1970). Fue galardonado con el Premio de Literatura del Consejo Nórdico en 1983.

## Biografía
Seeberg nació en Skrydstrup, en el municipio de Haderslev. Se graduó en la escuela de la catedral de Haderslev en 1943 y se formó como arqueólogo. Paralelamente a su actividad como autor, fue conservador de un museo en Viborg. Seeberg se graduó como Magister Artium (Maestro de Artistas) en 1951 en la Universidad de Copenhague, especializándose en Friedrich Nietzsche. La vida de Seeberg fue un reflejo de la de Nietzsche: ambos tuvieron madres distantes y sus padres murieron prematuramente. El padre de Seeberg también era escritor y sacerdote misionero. Toda la familia de Seeberg era cristiana y, según el diario del propio Seeberg, estaba centrada en un Dios celoso y vengativo.
El primer libro de Seeberg apareció en 1956, Bipersonerne (“Personajes secundarios”), una novela sobre un colectivo de trabajadores extranjeros en Berlín hacia el final de la Segunda Guerra Mundial. Estos trabajadores habitan un mundo irreal, un estudio de cine, en un tiempo irreal, y su alienación gradualmente se vuelve simbólica de la condición humana en general.

## Premios
En 1983 recibió el Premio de Literatura del Consejo Nórdico por la colección de relatos Om fjorten dage ("En catorce días").

## Obras

### Teatro
- Ferai, 1970
- På selve dagen, 1977

### Relatos breves
- Eftersøgningen, 1962
- Dinosaurusens sene eftermiddag, 1974
- Argumenter for benåding, 1976
- Om fjorten dage, 1981
- Værkfører Thomsens endelige hengivelse, 1986
- Rejsen til Ribe, 1990
- Udvalgte noveller, 1994
- Halvdelen af natten, 1997
- En enkelt afbrydelse, 2001

### Novelas
- Bipersonerne, 1956
- Fugls Føde, 1957
- Ved havet, 1978
- Hyrder, 1979
- Uden et navn, 1985
- Roland kommer til verden, 1987
- Den sovende dreng, 1989
- Frosten hjælper, 1989